# Захаров, Андрей Семёнович
Андрей Семёнович Захаров (19 октября (31) 1896, с. Бураково, Пичкасская волость, Спасский уезд, Казанская губерния, Российская империя — 25 июля 1958, Зеленоградск, Калининградская область, РСФСР, СССР) — советский государственный деятель, министр рыбной промышленности восточных районов СССР (1946—1948). Член РКП(б) с декабря 1919 г.

## Биография
Родился в крестьянской семье. Образование незаконченное высшее, в 1935 г. окончил три курса Московского рыбного института.
С 1918 г. — в Красной Армии: рядовой и политрук 1-й Московской тяжелой батареи особого назначения 27-й дивизии.
С 1920 г. — курсант политшколы политотдела 26-й дивизии в г. Иркутске.
С 1921 г. — помощник комиссара 226-го Петроградского полка 26-й дивизии.
В 1922 г. — политрук 1-го погранбатальона Забайкальского округа.
В 1922—1924 гг. — инструктор Никольск-Уссурийского уездного исполкома Приморской губернии.
В 1924—1926 гг. — председатель Черниговского волостного исполкома Приморской губернии.
В 1926—1927 гг. — председатель Покровского райисполкома Приморской губернии.
В июне-декабре 1927 г. — заместитель директора трудовой колонии в г. Никольск-Уссурийский.
В 1927—1929 гг. — член правления Владивостокского окружного колхозного союза.
В 1933—1935 гг. — директор учебно-опытного озерно-прудового комбината Мосрыбвтуза, Чашникский район Витебской области.
В 1935 г. привлечен к уголовной ответственности за бесфондовый расход рыбы: Чашнинским районным народным судом приговорен к 6 месяцам исправительно-трудовых работ условно.
В 1935—1936 гг. — пропагандист при парторге ЦК ВКП(б) рыбокомбината им. А.Микояна в г. Астрахань.
В 1936—1937 гг. — директор утилизационного завода рыбокомбината им. А.Микояна в Астрахани.
В 1937—1938 гг. — директор рыбокомбината им. А.Микояна в Астрахани.
В 1938—1948 гг. — начальник Дальрыбпрома и Главвостокрыбпрома наркомата рыбной промышленности СССР.
В 1946—1948 гг. — министр рыбной промышленности восточных районов СССР. В связи с дефицитом кадров в 1946—1947 гг. по договоренности СССР и КНДР на рыбные предприятия Камчатки и Амурского бассейна было завезено более 20 тысяч иностранных рабочих из Кореи. За их обустройство отвечал министр Захаров. Однако жили корейцы в неприспособленных бараках, в неотапливаемых палатках и землянках, оборудованных двойными и даже тройными нарами в условиях антисанитарии. Данные обстоятельства стали основанием для проверки Министерством государственного контроля СССР. Было установлено, что корейцев на Дальнем Востоке не называют по именам, вместо фамилии использовали номер рабочего, что ставило их в унизительные условия. В заключении указывалось: «Министерство рыбной промышленности восточных районов СССР и лично министр т. Захаров… были своевременно информированы об этих фактах, однако существенных мер к устранению творящихся безобразий и к улучшению бытового положения корейских рабочих со стороны министерства принято не было. Не привлечены к ответственности даже такие руководители, которые допускали избиения корейцев и сами избивали их». В декабре 1948 г. министерство было ликвидировано и вновь образовано министерство рыбной промышленности СССР.
В 1948—1949 гг. — заместитель министра рыбной промышленности СССР по эксплуатации флота, судоремонту и судостроению.
В 1949—1953 гг. — начальник Калининградского управления рыбоохраны и рыбоводства Главрыбвода министерства рыбной промышленности СССР.
С апреля 1953 г. персональный пенсионер союзного значения.
Похоронен в г. Зеленоградске Калининградской области.

## Награды и звания
Награждён орденами Ленина и Трудового Красного Знамени.